# براد روبنز
براد روبنز (بالإنجليزية: Brad Robbins)‏ مواليد 12 يناير 1985 في ملبورن، هو مدرب كرة سلة أسترالي ولاعب. بدأ مسيرته الاحترافية في سنة 2001. اعتزل اللعب في 2015. لعب مع كيرنز تيبانز وبرث وايلدكاتز في الدوري الأسترالي لكرة السلة.